# Celestia (micronation)
Pour les articles homonymes, voir Celestia (homonymie).
La Nation de l'espace céleste (Nation of Celestial Space ou Celestia) est une micronation créée par James T. Mangan (en), un habitant d'Evergreen Park (Illinois). Celestia comprend la totalité de "l'espace", que Mangan revendique au nom de l'humanité pour s'assurer qu'aucune nation ne puisse établir une hégémonie politique. En tant que "fondateur et premier représentant", il enregistre son appropriation après du registre du comté de Cook le 1er janvier 1949. Lors de sa fondation, Celestia prétend avoir 19 membres dont Ruth, la fille de Mangan ; une décennie plus tard, ils sont 19 057.

## Histoire

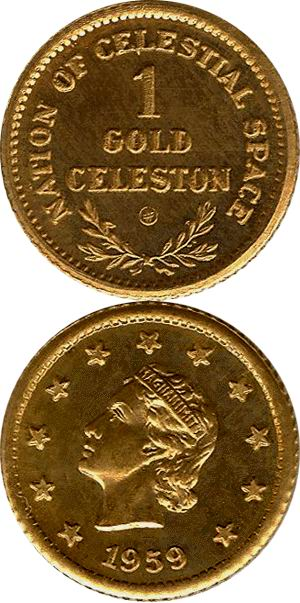
Pièce émise par Celestia

Le 21 décembre 1948, Mangan fait une déclaration pour établir une nation afin de « protéger aux gens sympathiques, n'importe où ils vivent, les beautés et les bénéfices d'un vaste domaine qu'aucun pays ou nation n'a encore réclamé ». Le document se poursuit par la description de l'objet de Celestia.
En 1949, Mangan envoie sa revendication aux États-Unis, à l'Union soviétique, au Royaume-Uni et aux Nations unies pour qu'il n'y ait pas d'essais nucléaires atmosphériques. Plus tard, au début de la Course à l'espace, il envoie des lettres de protestation aux dirigeants russes et américains, affirmant que les vols spatiaux sont des violations de son "territoire". Il y renoncera par la suite afin de permettre l'installation des satellites.
Alors que Mangan et Celestia sont poliment ignorés par les grandes puissances, certains s'approprient leur message plus sérieusement : le premier lever du drapeau de Celestia - un dièse bleu dans un rond blanc sur un fond du même bleu - est diffusé par la télévision américaine devant des millions de téléspectateurs ; le lendemain, ce drapeau est hissé à l'ONU à New York, à côté de ceux des états membres.
Malgré ses efforts, les revendications de Celestia s'éteignent en même temps que leur auteur. De la fin des années 1950 jusqu'au milieu des années 1960, Mangan fait émettre une série de pièces en or et en argent, des timbres ainsi que des passeports qu'il signe lui-même.

## Dynastie célestienne
- James T. Mangan, Premier représentant (décédé le 14 juillet 1970)
- Dean Mangan, actuel Premier représentant[4]
- James C. Mangan, (décédé) et Roberta Mangan, Prince et Duchesse de la Nation de l'Espace Céleste
- Ruth Mangan Stump et Donald Stump, Princesse de la Nation de l'Espace Céleste et Prince du Système solaire
- Glen Stump et Lisa Stump, Duc et Duchesse de Mars
- Todd Stump, Duc de la Voie lactée
- Edward Stump, Duc de Sirius
- Daniel Stump, Duc de Polaris
- Luke Stump, Duc de Alpha du Centaure